# Sonate K. 264
La sonate K. 264 (F.212/L.466) en mi majeur est une œuvre pour clavier du compositeur italien Domenico Scarlatti.

## Présentation
La sonate K. 264, en mi majeur, notée Vivo, forme un couple avec la sonate précédente, une toccata de mouvement retenu et en mineur. Dans celle-ci, Scarlatti gonfle progressivement la dynamique en ajoutant de une à sept notes en accords, ce qui crée un crescendo inhabituel au clavecin.

## Manuscrits
Le manuscrit principal est le numéro 29 du volume IV (Ms. 9775) de Venise (1753), copié pour Maria Barbara ; les autres sont Parme VI 20 (Ms. A. G. 31411), Münster (D-MÜp) III 28 (Sant Hs 3966) et Vienne E 26 (VII 28011 E).

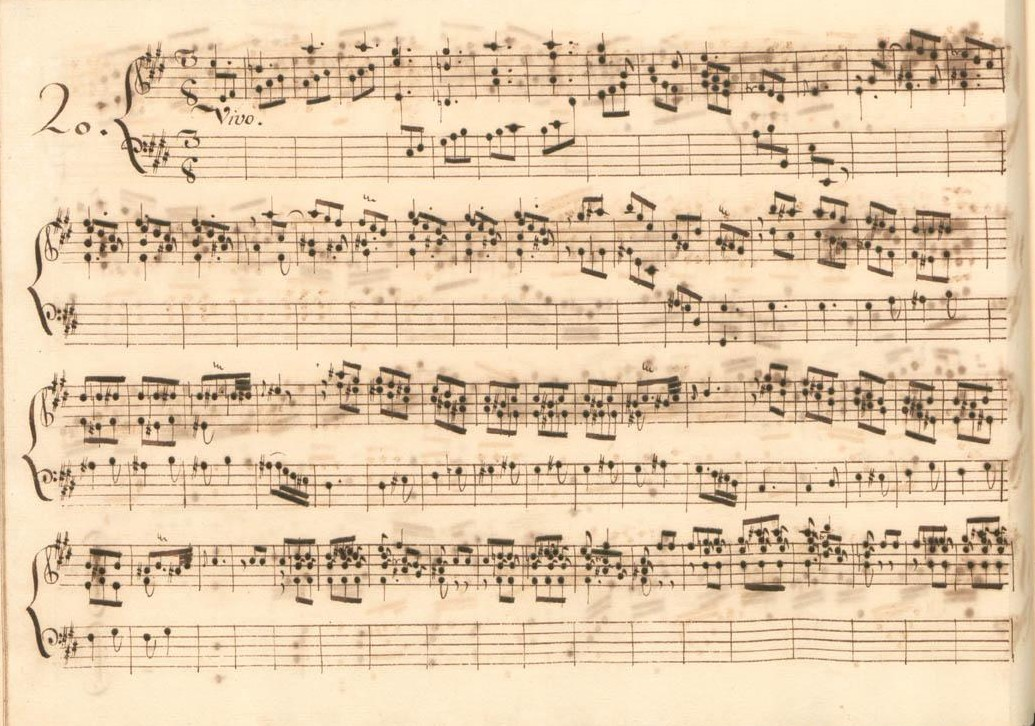
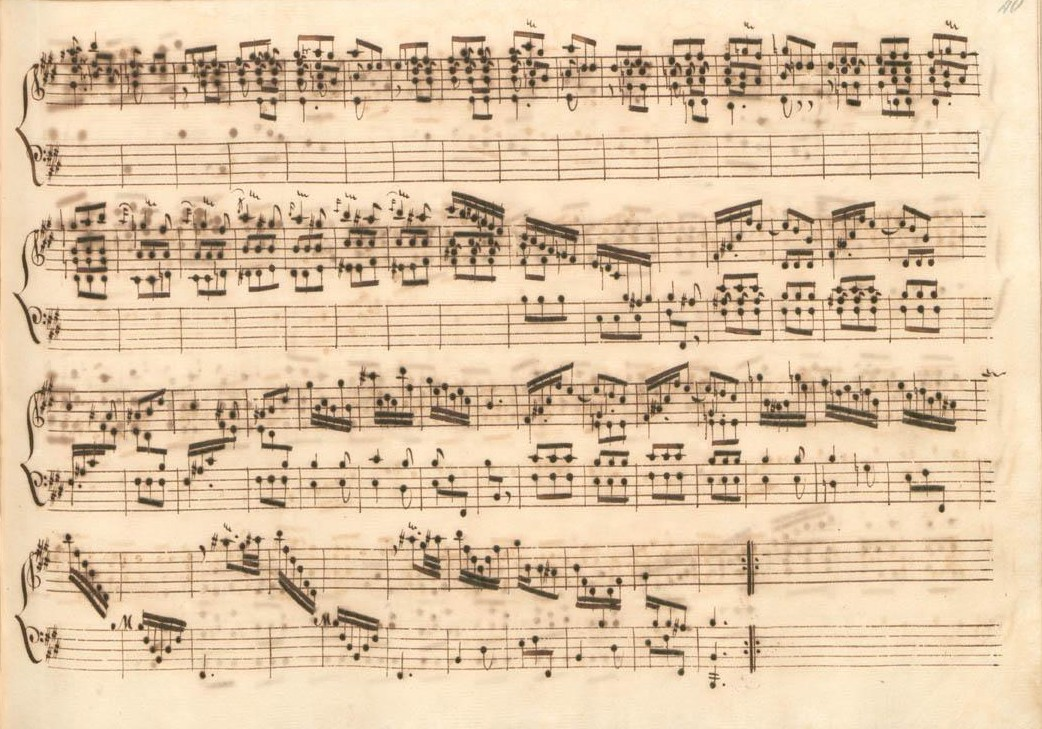
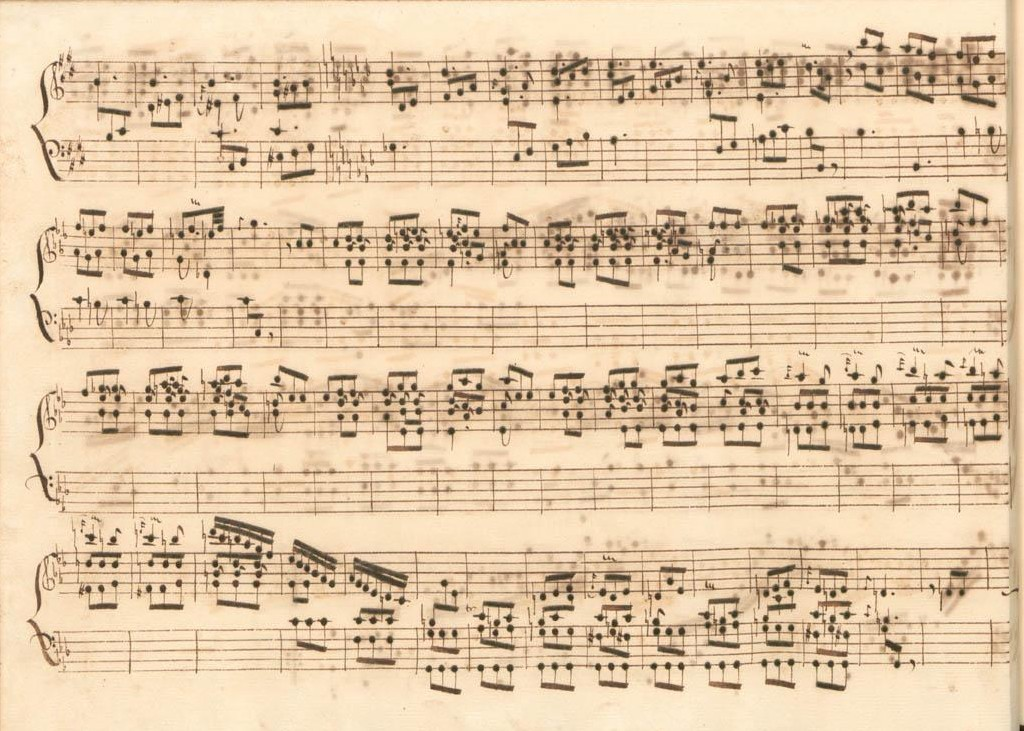
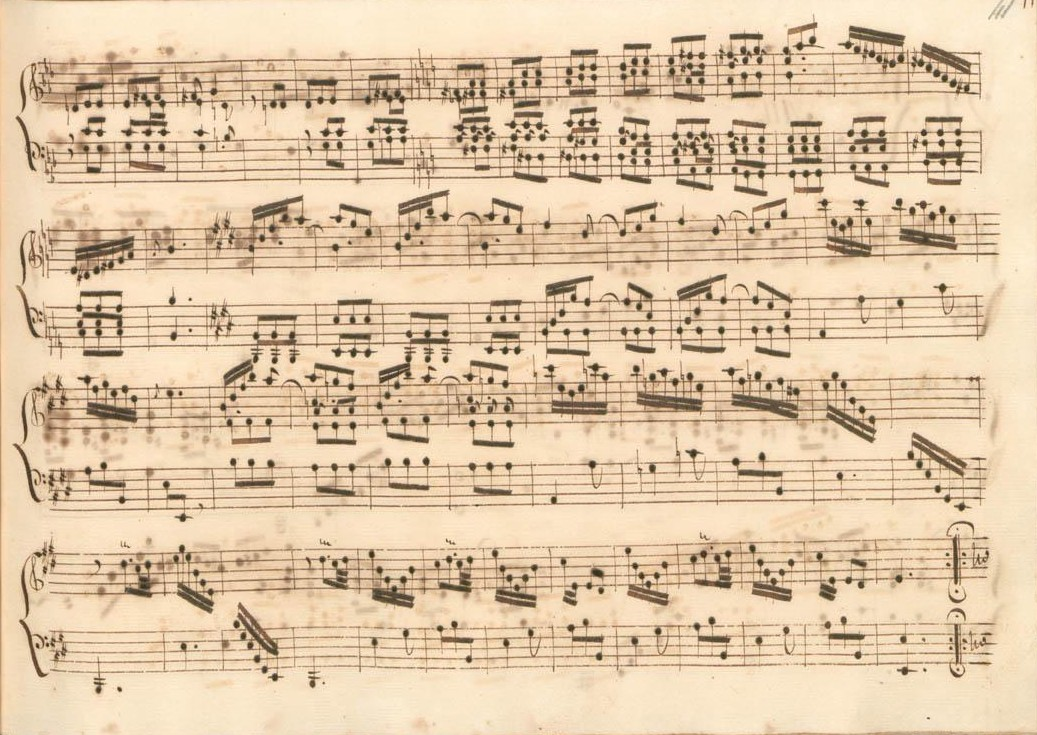

## Interprètes
La sonate K. 264 est défendue au piano, notamment par Carlo Grante (2012, Music & Arts, vol. 3) et Alon Goldstein (2018, Naxos, vol. 24) ; au clavecin, elle est jouée par Gustav Leonhardt (1970, DHM), Edward Parmentier (1985, Wildboar), Scott Ross (1985, Erato), Maggie Cole (1986, Amon Ra), Andreas Staier (1991, DHM), Richard Lester (2002, Nimbus, vol. 2), Pieter-Jan Belder (Brilliant Classics, vol. 6), Pierre Hantaï (2004, Mirare, vol. 2) et Lillian Gordis (2018, Paraty).

## Sources
: document utilisé comme source pour la rédaction de cet article.
- Ralph Kirkpatrick (trad. de l'anglais par Dennis Collins), Domenico Scarlatti, Paris, Lattès, coll. « Musique et Musiciens », 1982 (1re éd. 1953 (en)), 493 p. (ISBN 978-2-7096-0118-4, OCLC 954954205, BNF 34689181).
- Alain de Chambure, « Domenico Scarlatti, Intégrale des sonates — Scott Ross », Erato/Éditions Costallat (2564-62092-2 (livret : 2292-45309-2)), 1985 (OCLC 891183737) .